# Kameneane, Kărdjali
Kameneane (în bulgară Каменяне) este un sat în comuna Djebel, regiunea Kărdjali,  Bulgaria. 

## Demografie
Componența etnică a satului Kameneane
     Nicio identificare (100%)
     Altele (0%)
La recensământul din 2011, populația satului Kameneane era de 2 locuitori. . Pentru 100% din locuitori nu este cunoscută apartenența etnică.